# Partia Liberalna (Szwajcaria)
Szwajcarska Partia Liberalna jest to liberalna partia, która funkcjonuje na terenie Szwajcarii. Należy do Międzynarodówki Liberalnej.
W 2003 roku partia współpracowała z Radykalno-Demokratyczną Partią Szwajcarii (FDP). Wynik osiągnięty przez LPS był jednak niewielki, wynosił on zaledwie 2,2% głosów, w porównaniu do 17,3% osiągniętych przez FDP. Warty zanotowania jest fakt osiągnięcia dobrego wyniku osiągniętego przez partie w protestanckich, francuskojęzycznych kantonach. Przykładem tego jest wynik osiągnięty w kantonie Bazylea-Miasto, wyniósł on 16,8%.
W 2003 partia zdobyła 4 z 200 miejsc w parlamencie. W 2005 roku w wyborach samorządowych partia uzyskała 3,7% głosów w parlamencie kantonów oraz 2,9% głosów w Radach kantonów. W ostatnich wyborach parlamentarnych które odbyły się w 2007 roku partia zdobyła 1,8% głosów, co ponownie dało jej możliwość wprowadzenia czterech posłów.